# Стамбульський військово-морський музей
Стамбульський військово-морський музей (тур. İstanbul Deniz Müzesi) — найбільший у Туреччині військово-морський музей. Розташований у районі Бешикташ у Стамбулі, недалеко від поромного причалу Бешикташ на лінії Кадикьой.

## Історія
Заснований в 1897 військово-морським міністром Османської імперії Бозджаадали Хасаном Хюсню-пашой. Перший у Туреччині військовий музей. Колекція музею включає 20 000 експонатів, що відносяться до історії Османського флоту.
Наприкінці 2000-х проведено реставрацію музею та його колекції, збудовано новий виставковий комплекс. Будівництво тривало понад п'ять років, і 4 жовтня 2013 музей знову відкрився для відвідувачів; нова виставкова площа складає близько 20 000 м² .

## Галерея

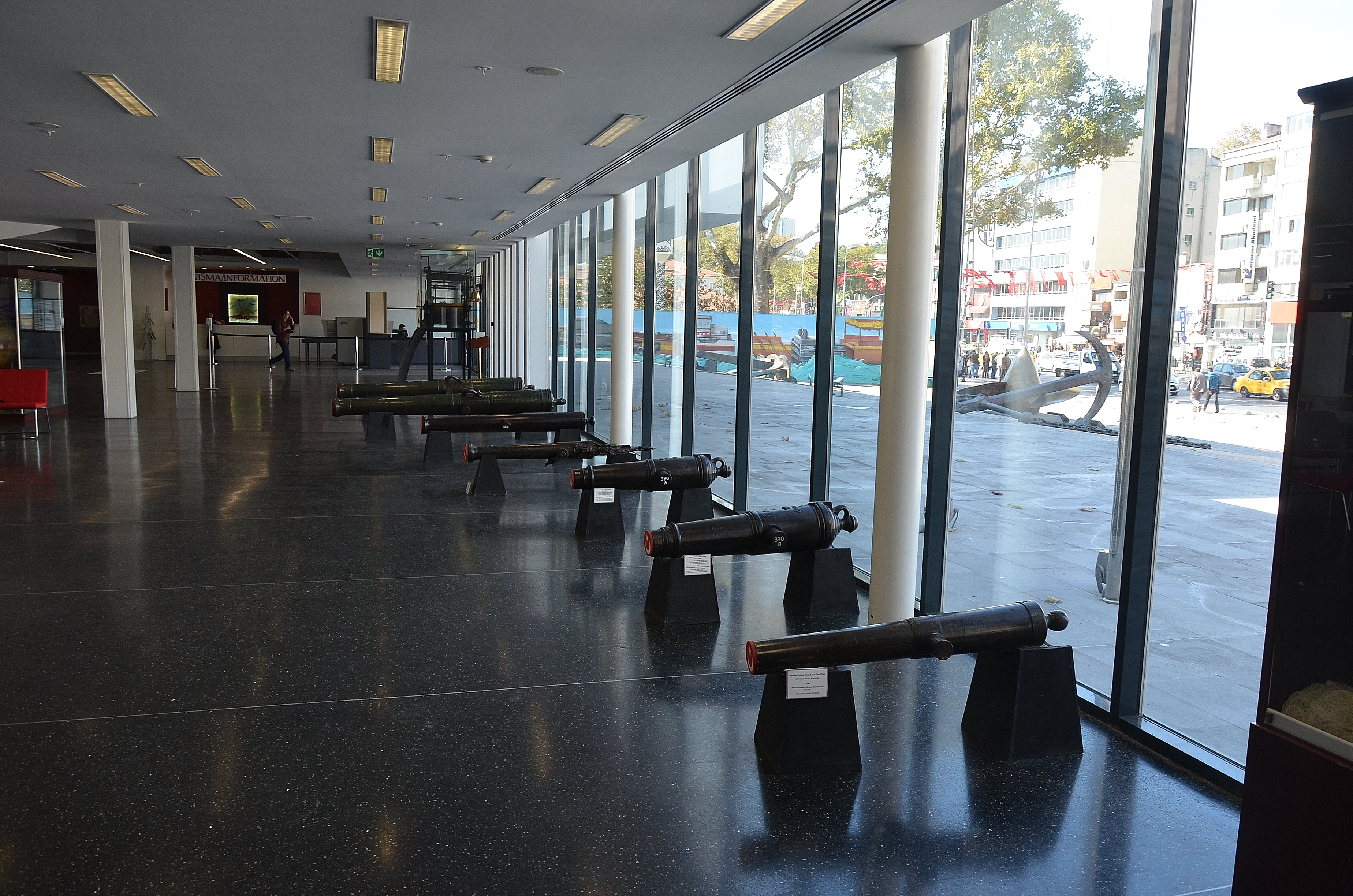
Корабельна артилерія у фойє музею
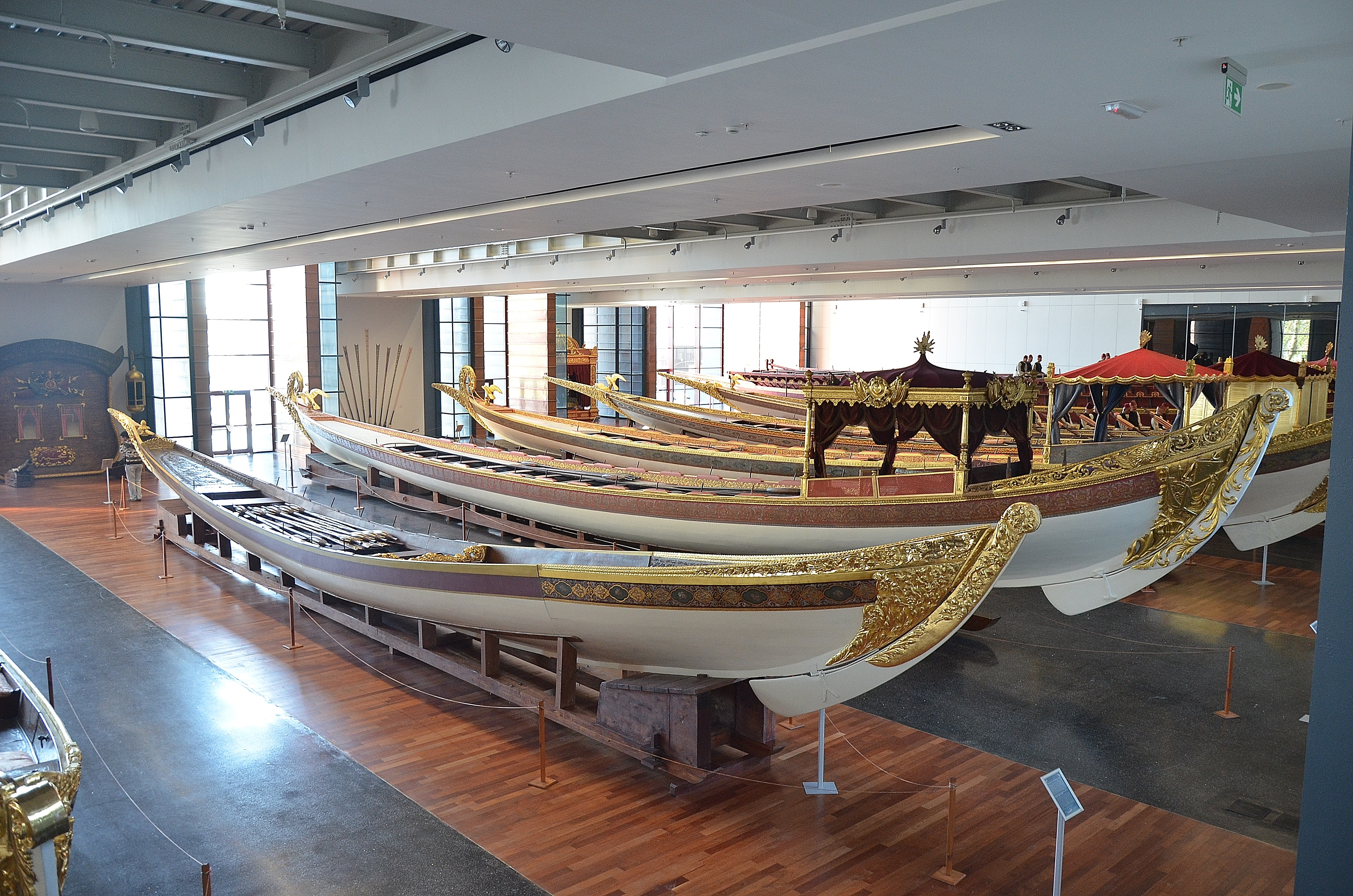
Каїки періоду Османської імперії
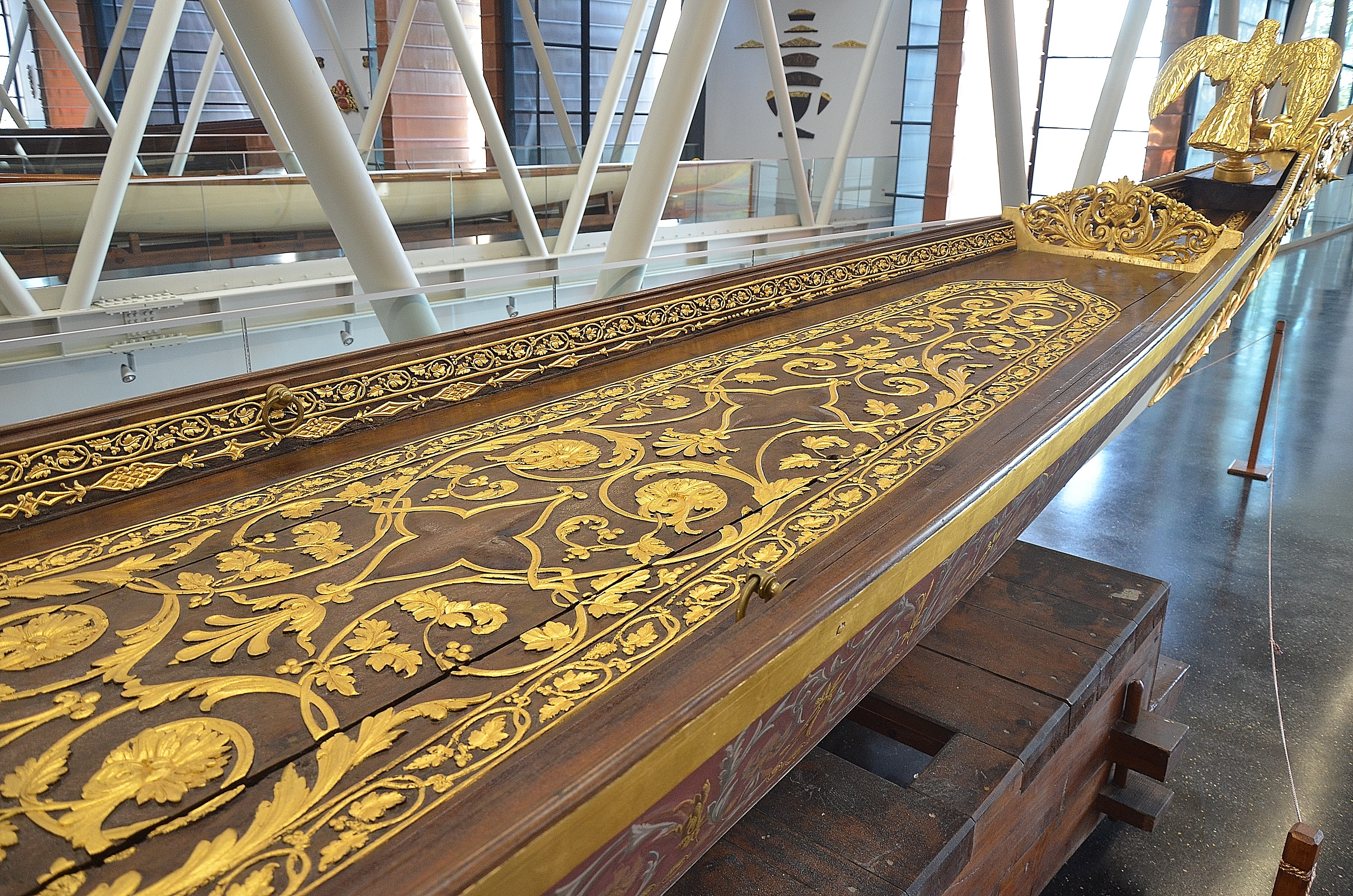
Орнамент на носі каїку
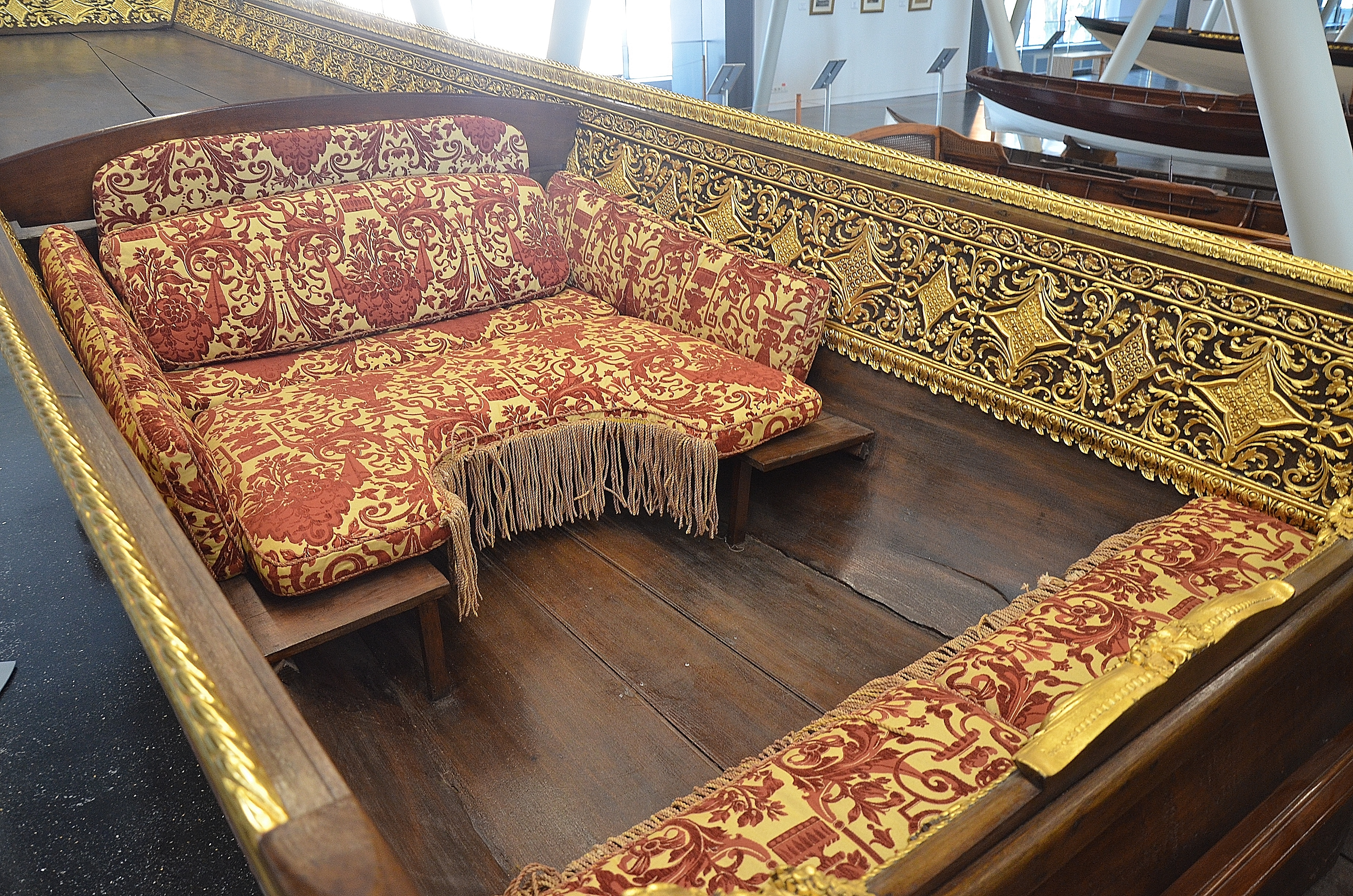
Орнамент на кормі каїку
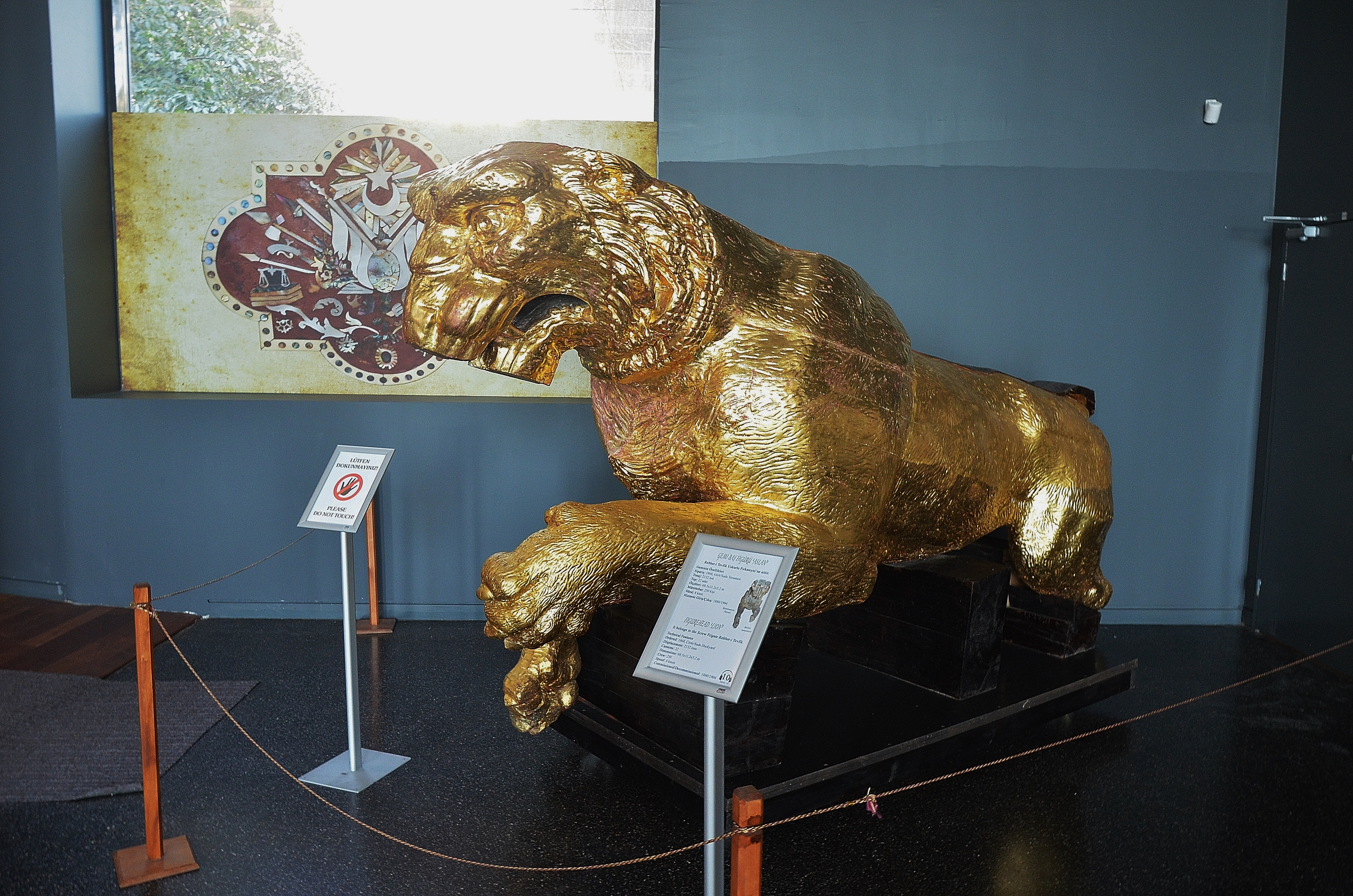
Фігура на носі корабля у вигляді лева
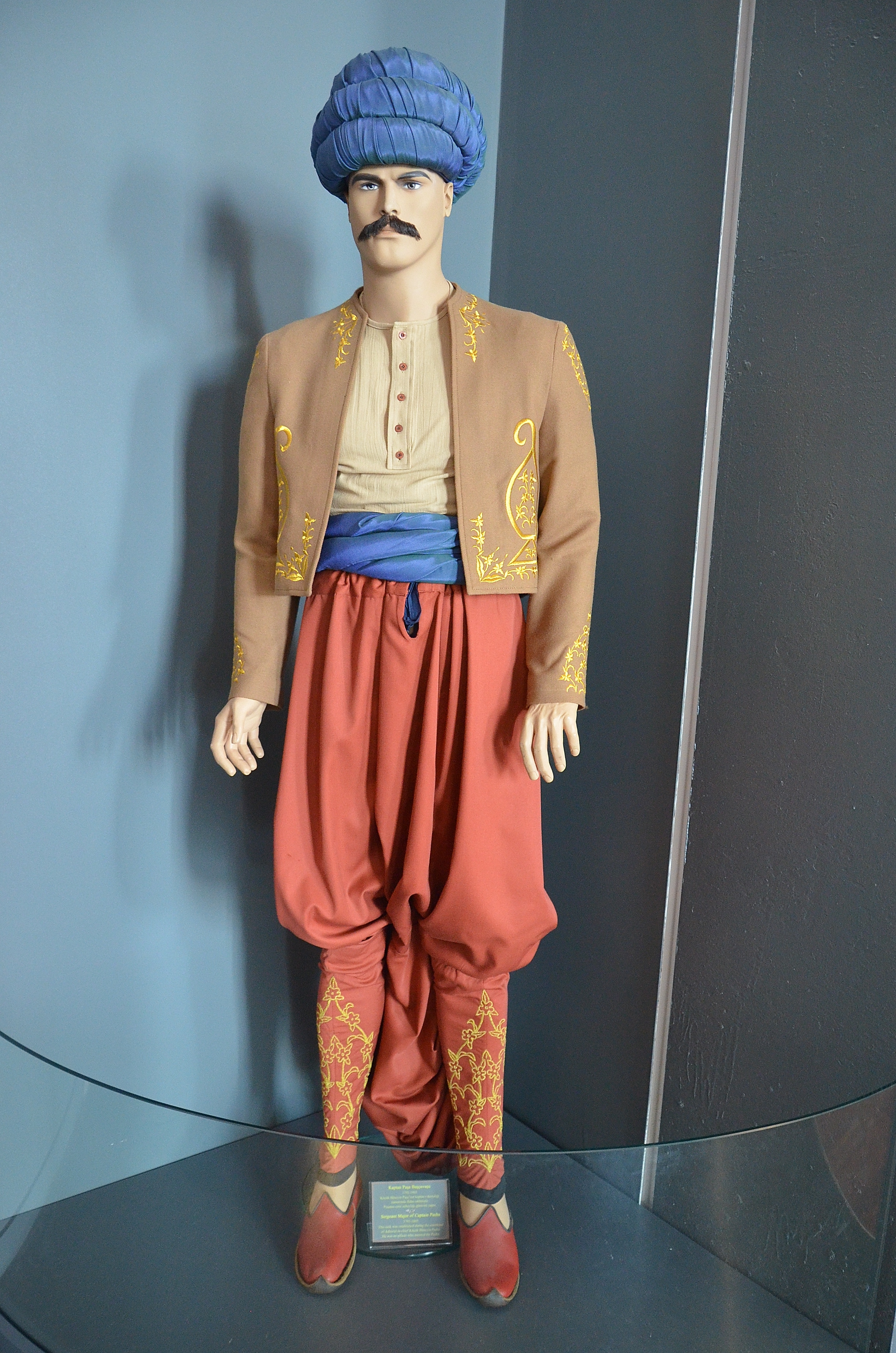
Форма сержант-майора (Капудан-паші)
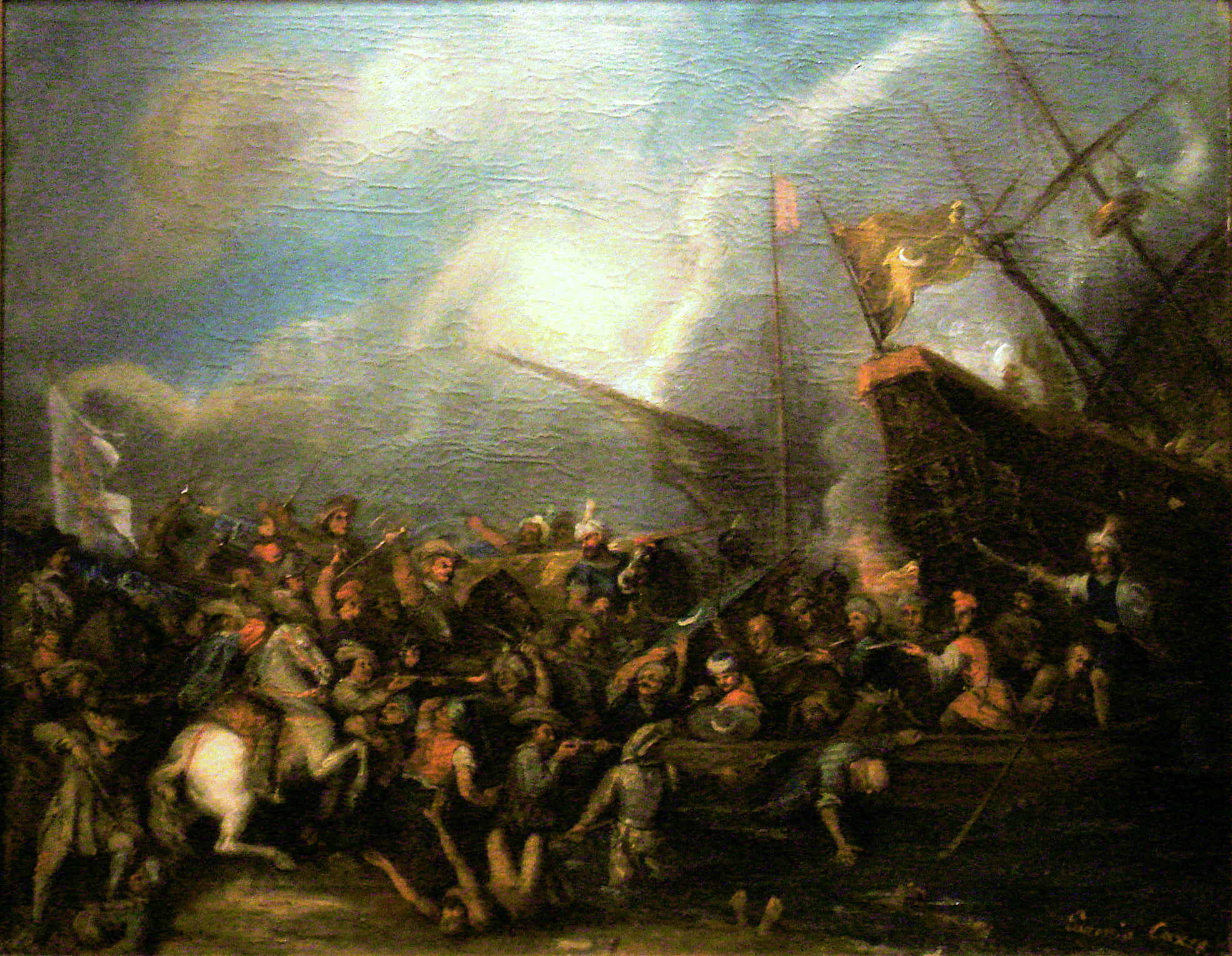
"Висадка Драгута на Мальту" ( Turgut Reis landing on Malta ) Эжена Каджеса[es] [es], 1575-1634)
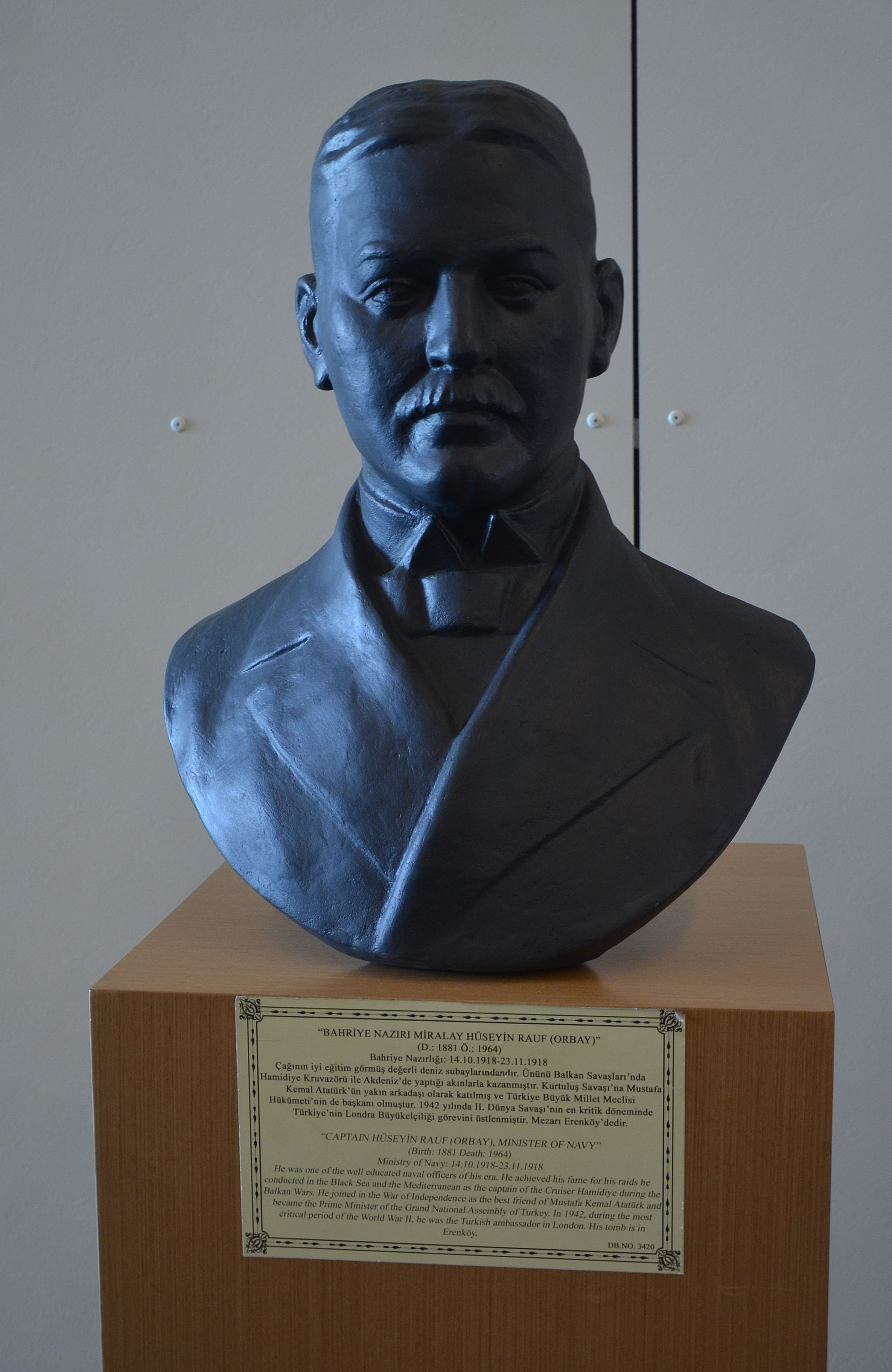
Бюст Рауфа Орбая, військово-морського міністра Османської імперії та прем'єр-міністра Туреччини
Елемент прикраси судна
Зона для веслярів на галері
Фрагмент камбуза
Каїк султана Мехмеда V
Деталь орнаментального щита на судні